# Björn J:son Lindh

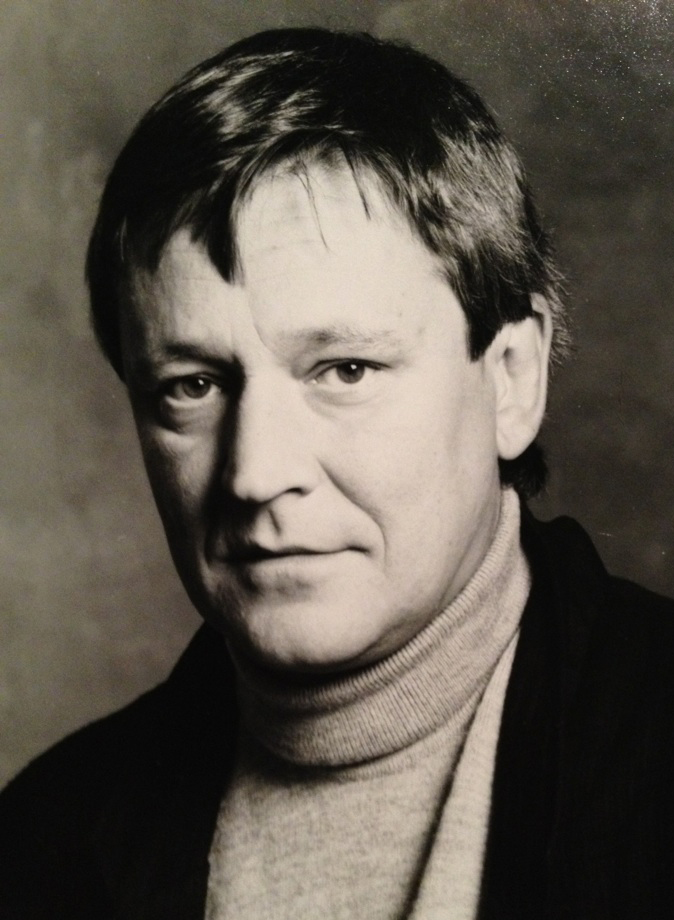
Björn J:son Lindh

Björn J:son Lindh (* 25. Oktober 1944 als Björn Lindh in Arvika; † 21. Dezember 2013 in Nora) war ein schwedischer eklektischer Progrock-Musiker (Flöte, Keyboards, Arrangement), der auch als Filmkomponist tätig war und sinfonische sowie Kammermusik schrieb.

## Leben und Wirken
J:son Lindh erhielt ab 1962 Musikunterricht an der Musikhochschule in Ingesund, etwas außerhalb seiner Geburtsstadt. Zwischen 1963 und 1971 studierte er Klavier und Flöte an der Königlichen Musikhochschule Stockholm. Lindh begann seine Karriere während der Studienzeit; er spielte zunächst als Popmusiker in der Band Atlantic Ocean und war auch als Studiomusiker tätig.
Sein Debütalbum Ramadan wurde 1971 veröffentlicht, im Jahr darauf auch international. Weitere Alben folgten. Auf seinem Fusion-Album Bike Voyage II, das 1978 für Sonet Records in Stockholm aufgenommen wurde, beteiligte er den Gitarristen Janne Schaffer, den Synthesizerspieler Pete Robinson, den Bassisten Stefan Brolund, den Schlagzeuger Jon Christensen und Perkussionisten wie Okay Temiz und Malando Gassama, aber auch den Saxophonisten Lennart Åberg. Bereits 1973 gründete er die Band Hörselmat mit Janne Schaffer, den er auch auf dessen ersten eigenen Alben begleitete. Auch begann er Filmmusiken zu komponieren, etwa für den Kriminalfilm Der Mann auf dem Dach (1976) von Bo Widerberg.
Während der 1970er Jahre wirkte er zudem als Studiomusiker in Gruppen wie Jason's Fleece, Handgjort, Baltik oder Ablution. Obgleich in erster Linie Flötist, spielte Lindh häufig auch Klavier, Fender Rhodes, diverse Synthesizer und Synclavier. Auch holte ihn Ralph Lundsten für Plattenaufnahmen. In den 1980er Jahren arbeitete er auch mit dem klassischen Pianisten Staffan Scheja (Europa-suite).
1984 spielte J:son Lindh das Flötensolo bei Murray Heads Hit One Night in Bangkok. Auch war er an dem Album Islands von Mike Oldfield beteiligt. Er komponierte auch im klassischen Kontext und für Kirchenchöre.

## Preise und Auszeichnungen
- 1971: Goldene Schallplatte für Cornelis Vreeswijks Album Spring mot Ulla -spring!, als Arrangeur und Musiker
- 1971: Goldene Schallplatte für Cornelis Vreeswijk's Doppelalbum Poem, ballader och lite blues, als Arrangeur, Komponist und Musiker
- 1976: Goldene Schallplatte für das Album Cous Cous
- 1985: Svenska Fonogrampriset für das Europa (gemeinsam mit Staffan Scheja)
- 1987: Grammis für Feather Nights als das beste schwedische Instrumentalalbum
- 1989: Platin für das Doppelalbum Den flygande holländaren (Hommage an Cornelis Vreeswijk)
- 1993: Cornelis-Vreeswijk-Stipendium
- 2003: Kulturpreis der Stadt Arvika
- 2006: Musikdrama-Preis der schwedischen Urhebervereinigung SKAP
- 2010: Ehrenmedaille Musica Sacra (Schwedische Kirchenchormusikvereinigung)
- 2013: Flory-Green-Stipendium mit seiner Frau Marie J:son Lindh Nordenmalm
- 2015: Kulturpreis der Stadt Nora (postum)

## Diskografie
- 1971 – Ramadan (in den USA bei CTI Records 1972)
- 1971 – Från storstad till grodspad
- 1972 – Cous Cous
- 1973 – Sissel
- 1974 – Boogie Woogie
- 1976 – Raggie
- 1978 – Bike Voyage II
- 1980 – Våta vingar
- 1981 – Musik
- 1983 – Atlantis-Bilder från en ö
- 1984 – Europa (Opus I) (mit Staffan Scheja)
- 1985 – Spirits of Europa Opus II (mit Staffan Scheja)
- 1985 – Världen vänder
- 1986 – Rhapsody Of Sweden
- 1987 – Feather Nights
- 1987 – Hörselmat med Gävleborgs Symfoniorkester
- 1989 – Europa Opus III, Bridges (mit Staffan Scheja)
- 1989 – Svensk rapsodi
- 1990 – Tid Brusa (mit Janne Schaffer und Gunnar Idenstam)
- 1991 – Spotlight (Kompilation)
- 1993 – Profeten (gelesen von Peter Haber)
- 1994 – Brusa högre lilla å (Kompilation)
- 1998 – Opus Europa-The Collection (Kompilation, mit Staffan Scheja)
- 1999 – In the Air (mit Gothenburg Opera Symphony Orchestra und den Uppsala Chamber Soloists)
- 2000 – Den hela människan (Soundtrack zum Film Hälsoresan, mit Janne Schaffer und der Electric Banana Band)
- 2000 – Guldkorn (Kompilation)
- 2001 – Inner Beauty (mit Torbjörn Carlsson)
- 2001 – Mental avslappning
- 2002 – Dansmeditation
- 2002 – En dag på gården (Vestmanniaensemblen)
- 2002 – Julglöd (mit Janne Schaffer, Leif Strand und Nacka Sångensemble)
- 2003 – Till min kära (mit Torbjörn Carlsson; gelesen von Thorwald Olsson)
- 2005 – Vinterhamn (mit Torbjörn Carlsson, Ted Ström, Marie J:son Lindh Nordenmalm)
- 2007 – Clarity (mit Torbjörn Carlsson und Malin Trast)
- 2008 – Samlat det bästa med Björn J:son Lindh (Kompilation)
- 2009 – Orgel (mit Marie J:son Lindh Nordenmalm and Katarina Andreasson)
- 2010 – Skymningsglöd (mit Torbjörn Carlsson, Malin Trast und Marie J:son Lindh Nordenmalm)
- 2011 – Jul i Nora (mit Marie J:son Lindh Nordenmalm)
- 2013 – LunchOrgel 12.12 (mit Marie J:son Lindh Nordenmalm)
- 2013 – I vinden (mit Olli Strömberg)
- 2013 – Blommorna (mit Stefan Blomquist, Torbjörn Carlsson und Dan Magnusson)

## Filmografie
- 1971: Niklas och Figuren
- 1974: En enkel melodi
- 1975: Lejonet och jungfrun
- 1976: Der Mann auf dem Dach (Mannen på taket)
- 1978: Dante – akta're för Hajen!
- 1982: Junggesellen für eine Woche (Gräsänklingar)
- 1984: Der Mann aus Mallorca (Mannen från Mallorca)
- 1985: Investigator (Mask of Murder)
- 1986: Die Gebrüder Mozart (Bröderna Mozart)
- 1988: Run for Your Life (auch unter dem Titel Marathon)
- 1992: Der demokratische Terrorist (Den demokratiske terroristen)
- 1994: Utmaningen
- 1996: Die Spur der Jäger (Jägarna)
- 1998: Der Cellophan-Mörder (Cellofan – med døden til følge)
- 1999: Hälsoresan – En smal film av stor vikt (mit Janne Schaffer)
- 1999: Mord am See (Sjön)
- 2004: Macbeth
- 2008: Vi hade i alla fall tur med vädret – igen!
- 2011: The Stig-Helmer Story (mit Janne Schaffer)